# Amelio
Gentiliano Amelio  fue un filósofo neoplatónico de la segunda mitad del siglo III, nacido en Apamea según Suidas o en Etruria según Porfirio.

## Filosofía
Perteneció primero a la escuela estoica, asistiendo a lecciones de Lisímaco, pero después, leyendo las obras de Numenio de Apamea, se hizo neoplatónico, siendo discípulo de Plotino. Fue maestro de Porfirio.
Sus obras se preservan en extractos de Eusebio. Compuso un discurso para probar que su maestro no había sido plagiario de la doctrina de Numenio de Apamea y cita la opinión de Juan el Evangelista sin mencionarlo.